# Bahnhof Brennersee
Der Bahnhof Brennersee war ein von Oktober 1928 bis Dezember 2008 bestehender Durchgangsbahnhof am gleichnamigen See an der Brennerbahn. Das Aufnahmegebäude steht unter Denkmalschutz.
Wenige hundert Meter südlich befindet sich das betrieblich selbständig geführte Terminal Brennersee, das Endpunkt der Rollenden Landstraße aus Wörgl ist.

## Bau
Am 6. Oktober 1928 wurde die Elektrifizierung der Brennerbahn ab Innsbruck mit 15 kV, 16 2/3 Hz und 15-Kilovolt-Oberleitungen fertiggestellt. Der Bahnhof Brenner wurde jedoch mit dem italienischen Stromsystem 3600 V, 16 2/3 Hz Drehstrom und zwei horizontal nebeneinander angeordneten Fahrdrähten elektrifiziert. Da es die Italienischen Staatsbahnen zunächst ablehnten, den Bahnhof Brenner mit zwei Stromsystemen zu elektrifizieren und als gemeinsamen Grenzbahnhof zu betreiben, wurde vom Herbst 1927 bis zum Frühling 1928 der Bahnhof Brennersee gebaut. Er befindet sich 763 Meter nördlich der Staatsgrenze zwischen Österreich und Italien und 1,313 Kilometer vom Bahnhof Brenner entfernt.
Eine kostenintensive architektonische Besonderheit bestand beim Bau des Aufnahmegebäudes darin, dass zunächst ein großer Bretterraum errichtet wurde. Auf diesem unteren Holzhaus wurde hierauf das steinerne Haus gemauert.

## Bahnbetrieb
Vom Oktober 1928 bis April 1934 standen jederzeit mehrere Dampflokomotiven (z. B. BBÖ 170) im Bahnhof Brennersee betriebsbereit, um als Vorspannlokomotiven die Züge auf dem kurzen Abschnitt bis zum Bahnhof Brenner zu ziehen. Zugleich war der Bahnhof Brennersee Grenzbahnhof, in dem die österreichische Pass- und Zollkontrolle stattfand.
Nachdem der Bahnhof Brenner mehrfach umgebaut worden war, wurde dort 1933 ein Inselbahnsteig in Betrieb genommen. Die Elektrifizierung dieser Gleise erfolgte mit dem österreichischen Stromsystem. Somit war die Kühlung der Wechselstrommotoren österreichischer Lokomotiven (z. B. BBÖ 1170, BBÖ 1670) sichergestellt. Die Elektrifizierung Brennersee bis Brenner war am 1. April 1934 abgeschlossen. Anschließend sollte der Bahnhof Brennersee, der durch die Erweiterungen am Bahnhof Brenner seine Funktion als Grenzbahnhof verloren hatte, geschlossen und das Aufnahmsgebäude in ein Wohnhaus umgebaut werden. Brennersee wurde jedoch als Haltestelle für Personenzüge beibehalten und in den letzten Jahrzehnten von den ÖBB als Haltestelle unbesetzt eingestuft.
Am 14. Dezember 2008 wurde zwischen Innsbruck und Brenner der Betrieb der S-Bahn Tirol aufgenommen. Die Haltestelle Brennersee wurde in den letzten Betriebsjahren nur noch von einzelnen Regionalzügen (z. B. Triebwagen der Baureihe ÖBB 4030) bedient und zum Fahrplanwechsel 2008 aufgelassen.
Von den ehemals vier Gleisen und Weichen des Bahnhofes waren bereits viele Jahre vorher die zwei direkt am Gebäude liegenden Gleise bis zum Beginn des Grundstückes entfernt. Sie werden als Abstellgleise, z. B. für Zuggarnituren die am Terminal Brennersee eingesetzt werden, genutzt. Eine Aufschüttung schützt zusätzlich gegen Abrollen der Zuggarnituren in Richtung Gries.

## Eisenbahnunfall
Am frühen Morgen des 10. Februar 2014 wurde der südliche Anbau des Bahnhofes durch einen Eisenbahnunfall beschädigt. Ein führerloser Güterzug rollte vom Bahnhof Brenner talwärts. Da die Voraussetzungen für die Durchführung der Zugfahrt nicht gegeben waren, war die Fahrstraße zur Sicherung auf das Stumpfgleis am Brennersee gestellt. Dort kam es zu einem Zusammenstoß mit einer abgestellten Zuggarnitur. Diese wurde über den Prellbock gedrückt und stürzte die Böschung vor dem Bahnhof hinunter.